# Vollrathsruhe
Vollrathsruhe ist eine Gemeinde im Nordwesten des Landkreises Mecklenburgische Seenplatte in Mecklenburg-Vorpommern. Die mecklenburgische Gemeinde wird vom Amt Seenlandschaft Waren mit Sitz in Waren (Müritz) verwaltet.

## Geografie
Die Gemeinde Vollrathsruhe am Südrand der Mecklenburgischen Schweiz liegt in der Mecklenburgischen Seenplatte, zwischen Malchiner und Krakower See. Die Stadt Teterow ist etwa 15 km von Vollrathsruhe entfernt. Das hügelige Gemeindegebiet (bis 102 m ü. NN) ist wald- und seenreich. Nördlich des Ortsteils Kirch Grubenhagen entspringt nahe der Gemeindegrenze die Westpeene, der kürzeste aber hydrografisch ranghöchste Quellfluss der Peene. Ab kurz nach ihrer Quelle bildet die Westpeene auf über vier Kilometern die Grenze zwischen Vollrathsruhe und der Gemeinde Dahmen im Landkreis Rostock. Die Ortsteile Klein-Luckow, Groß Rehberg, Kirch und Schloß Grubenhagen liegen im Naturpark Mecklenburgische Schweiz und Kummerower See.
Umgeben wird Vollrathsruhe von den Nachbargemeinden Lalendorf im Norden, Dahmen im Nordosten, Klocksin im Südosten, Hohen Wangelin im Süden, Dobbin-Linstow im Westen sowie Kuchelmiß im Nordwesten.

## Ortsteile
Zu Vollrathsruhe gehören die Ortsteile:

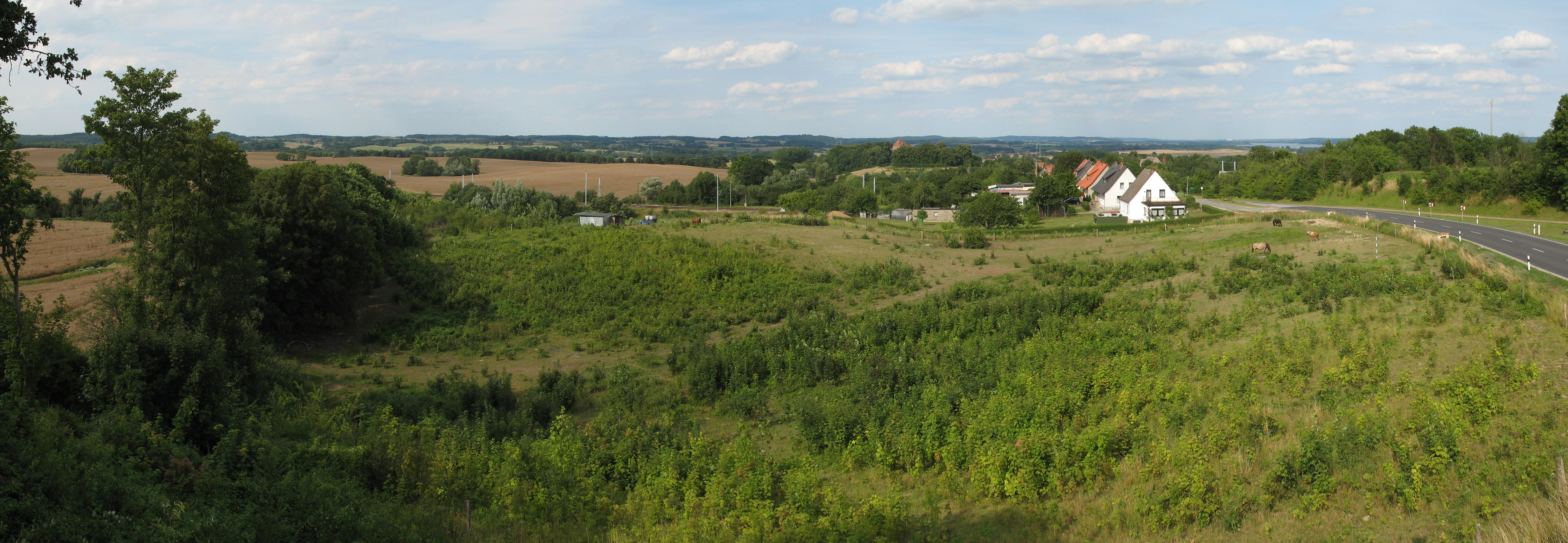
Kirch Grubenhagen im Naturpark Mecklenburgische Schweiz und Kummerower See

- Groß Rehberg
- Hallalit
- Kirch Grubenhagen
- Klein Luckow
- Klein Rehberg
- Schloß Grubenhagen

## Geschichte
Die Gemeinde Vollrathsruhe entstand am 1. Juli 1950 durch den Zusammenschluss der bis dahin eigenständigen Gemeinden Groß Rehberg, Kirch Grubenhagen und Schloß Grubenhagen.

### Hallalit

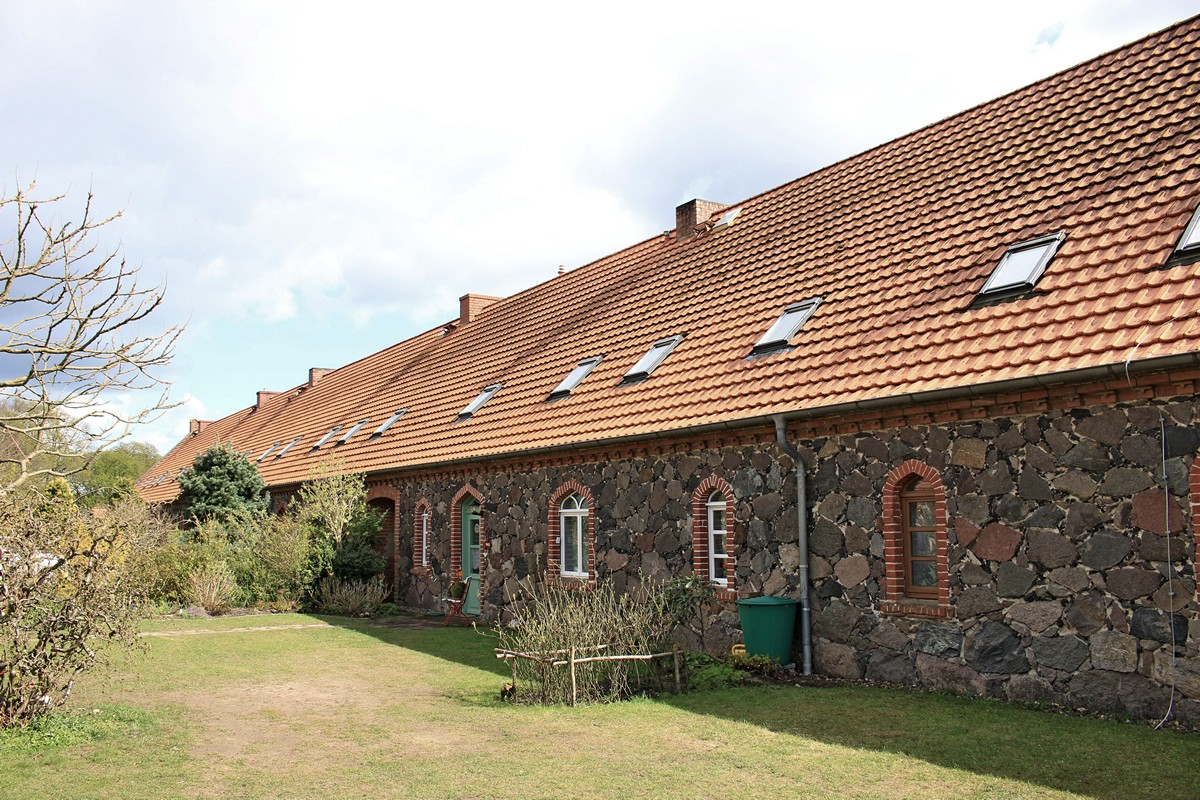
Langhaus Hallalit

Hallalit hat nahe gelegene Hügelgräber, die eine Besiedlung in der Bronzezeit belegen. Der Ortsname könnte aus der Jägersprache kommen. Dat lange Hus, eine 104 m lange Kate aus Feldsteinen, stammt aus der Mitte des 19. Jahrhunderts.

### Kirch Grubenhagen
Die romanische Feldsteinkirche stammt aus der ersten Hälfte des 13. Jahrhunderts.

### Klein Luckow
Lucowe wurde 1316 im Landesteilungsvertrag erstmals urkundlich erwähnt. Das 1756 erbaute Gutshaus – ein  Fachwerkbau – und das zweite Gutshaus von nach 1880, ein zweigeschossiger, zehnachsiger Putzbau im Eigentum des Gutsbesitzes Otto von Müller-Westenbrügge, bestehen seit 1974 bzw. 1977 nicht mehr. Premierleutnant Otto von Müller (1851–1931) entstammte einer spät geadelten Familie und war mit Margarete von Lowtzow-Klaber verheiratet. Erbe und letzter Grundbesitzer auf Klein Luckow bis zur Bodenreform wurde Kurt Elert Andreas von Müller (1892–1945). Seine Familie, Frau Henriette mit einer Tochter und zwei Söhnen, lebte danach teils in Westfalen, Berlin und Australien. Zum Gutsbereich gehörten Anfang des 20. Jahrhunderts Klein Luckow mit Bockholt und Krevtsee. Die Fläche des alten Lehngutes beinhaltete zusammen etwa 848 ha.

### Vollrathsruhe

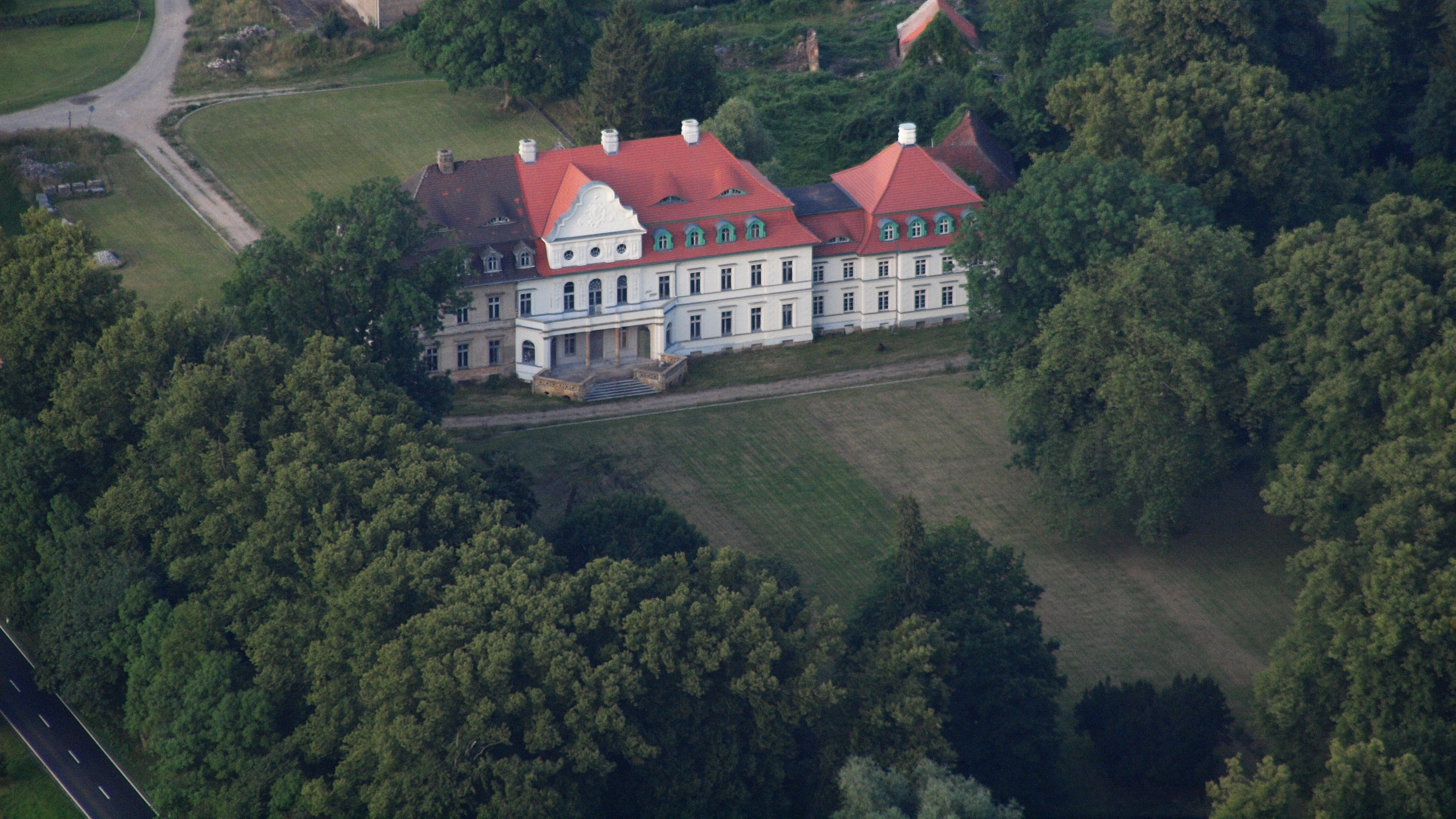
Schloss Vollrathsruhe, Luftbild von 2014

1759 erhielt Vollrath Levin II. von Maltzahn den Pfarracker von Kirch-Grubenhagen in Erbpacht. Das Gut war dann im Besitz der Familien Heise-Rothenburg (ab 1828), Karl von Maltzahn (ab 1851) und von Tiele-Winckler (1876–1945), unter anderem des Günther von Tiele-Winkler-Miechowitz. Vollrathsruhe gehörte zur Abteilung II des umfangreichen von Tiele-Winklerschen (mecklenburgischen) Fideikommiss, gemeinsam mit Kirch-Grubenhagen, Steinhagen und Hallalit im Amt Stavenhagen. Nach einem Brand von 1917 wurde das neobarocke Schloss wieder neu aufgebaut. Die achteckige Schlosskapelle (Mausoleum) stammt aus dem 19. Jahrhundert. Hans Werner Freiherr von Tiele-Winkler gehörten nach 1928 mit Kirch-Grubenhagen als Lehn, Steinhagen mit Hallalit gebunden in der Fideistiftung, wesentliche Bereiche der Güter mit Sitz des Rentamtes zu Vollrathsruhe, gesamt 1873 ha Land.  
Vollrathsruhe war in der Zeit der Deutschen Demokratischen Republik Sitz eines Jugendwerkhofes für schwer erziehbare Kinder.

### Grubenhagen
wurde nach der Familie von Grube (Vasallen der Fürsten von Werle) benannt, die hier seit dem 13. Jahrhundert ansässig war. Sie ließen die Burganlage mit einem 10 Meter hohen Bergfried der Hauptburg errichten, die als Burgruine Grubenhagen erhalten ist. Burgbesitzer wurde 1364 die Familie von Maltzan, die das Gut bis 1945 innehatten. Das Gutshaus bei der Burgruine wurde um 1840 erbaut. Es wurde nach 1991 von einem Zweig der Familie der Freiherren von Maltzan zurückerworben und saniert.

## Politik

### Gemeindevertretung und Bürgermeister
Der Gemeinderat besteht (inkl. Bürgermeisterin) aus 6 Mitgliedern. Die Wahl zum Gemeinderat am 26. Mai 2019 hatte folgende Ergebnisse:
| Partei/Bewerber            | Prozent | Sitze |
| -------------------------- | ------- | ----- |
| WG Aktiv für Vollrathsruhe | 70,65   | 4     |
| AfD                        | 16,24   | 1     |
| CDU                        | 8,41    | 1     |

Bürgermeisterin der Gemeinde ist Sabine Junge, sie wurde mit 80,79 % der Stimmen  gewählt.

### Dienstsiegel
Die Gemeinde verfügt über kein amtlich genehmigtes Hoheitszeichen, weder Wappen noch Flagge. Als Dienstsiegel wird das kleine Landessiegel mit dem Wappenbild des Landesteils Mecklenburg geführt. Es zeigt einen hersehenden Stierkopf mit abgerissenem Halsfell und Krone und der Umschrift „GEMEINDE VOLLRATHSRUHE • LANDKREIS MECKLENBURGISCHE SEENPLATTE“.

## Sehenswürdigkeiten
Ortsteil Kirch Grubenhagen:
- Dorfkirche Kirch Grubenhagen; im Äußeren ein Feldsteinbau vom 13. Jahrhundert, 1861 durch umfassende Sanierungen und Anbauten stark verändert.
- ehemaliges Wirtshaus mit Mittelrisalit (Teterower Str. 3)

Ortsteil Schloß Grubenhagen:
- Ruine der Burg Grubenhagen aus dem 13. Jahrhundert
- Gutshaus Schloss Grubenhagen nördlich der Burgruine

Ortsteil Vollrathsruhe:
- Gutsanlage Vollrathsruhe mit zweigeschossigem, 13-achsigem Gutshaus, Park und Mausoleum

Ortsteil Hallalit:
- Dat lange Hus, ein 104 m langes Landarbeiterwohnhaus. Es ist das längste aus Feldsteinen errichtete Haus in der Region und wurde in der Mitte des 19. Jahrhunderts für 16 Familien gebaut.

Ortsteil Klein Luckow:
- Naturschutzgebiet Wüste und Glase in  mit einem bronzezeitlichen und/oder slawischen Burgwall.

Ortsteil Klein Rehberg:
- Naturschutzgebiet Hellgrund

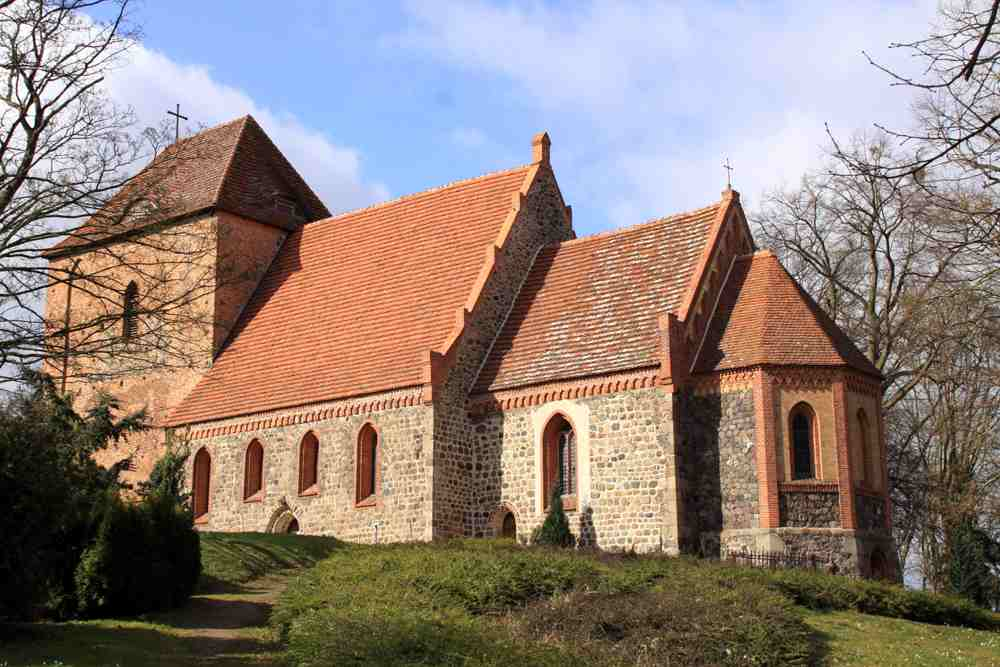
Kirche in Kirch Grubenhagen
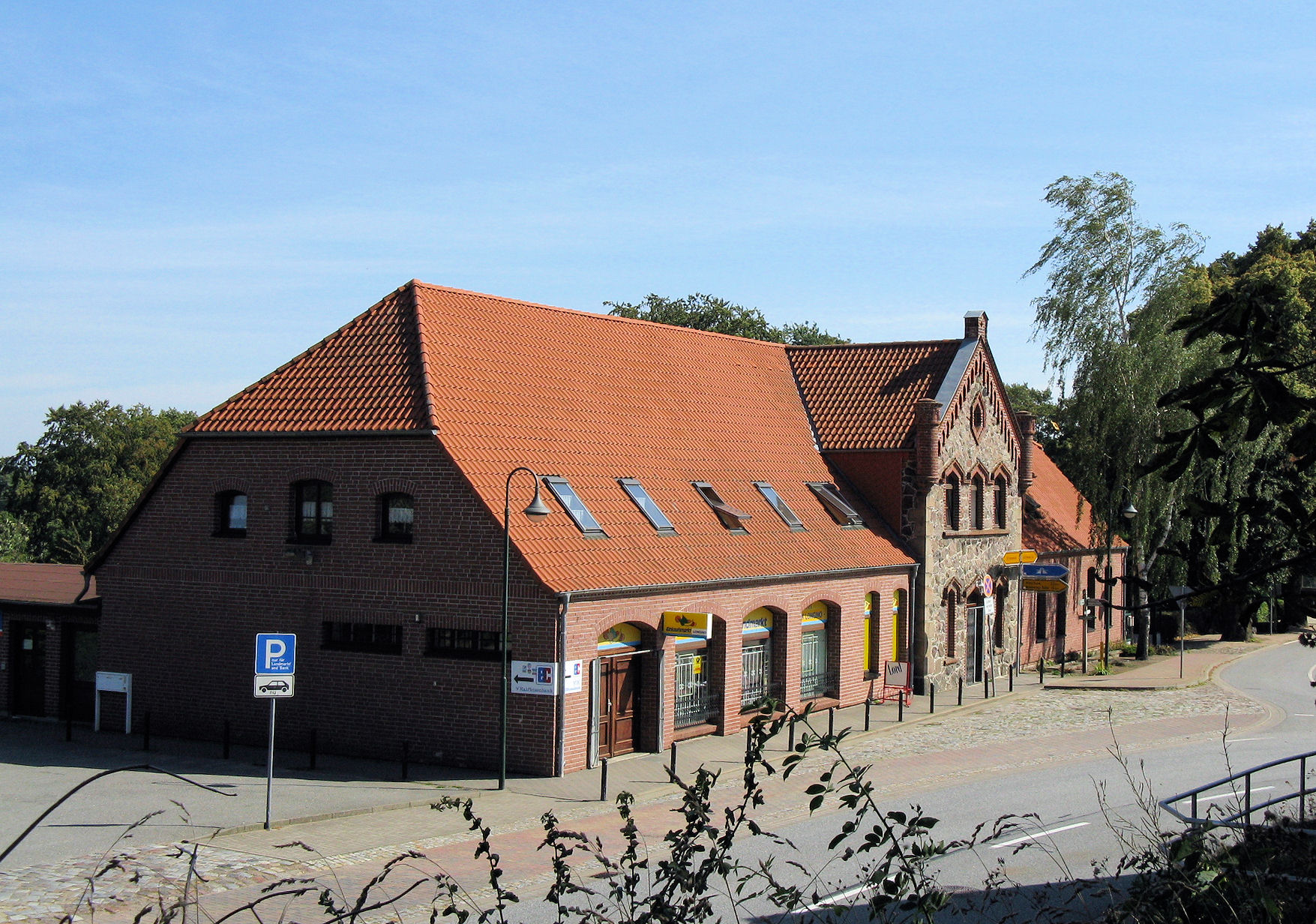
Teterower Str. 3 in Kirch Grubenhagen
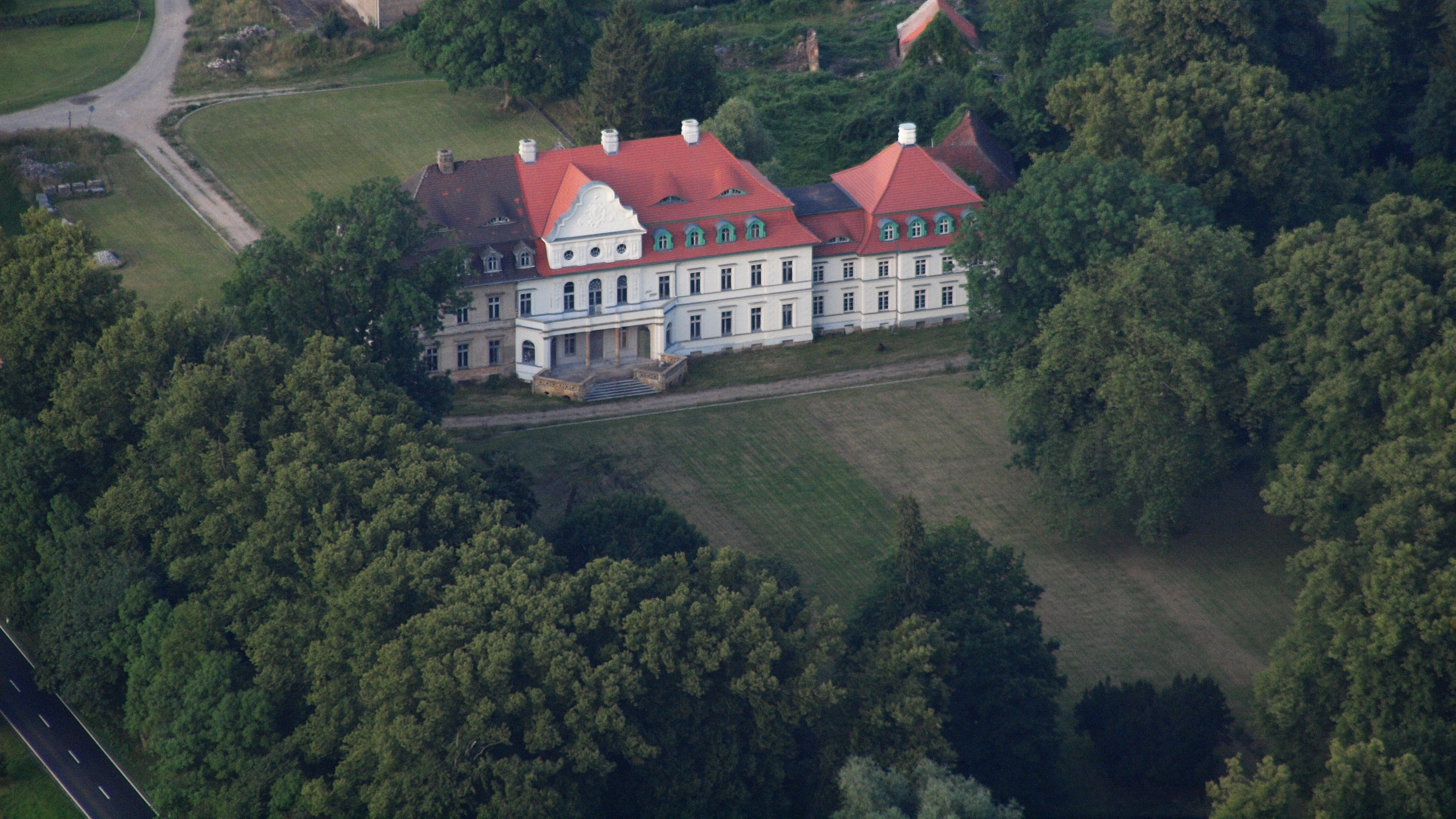
Schloss Vollrathsruhe (2014)
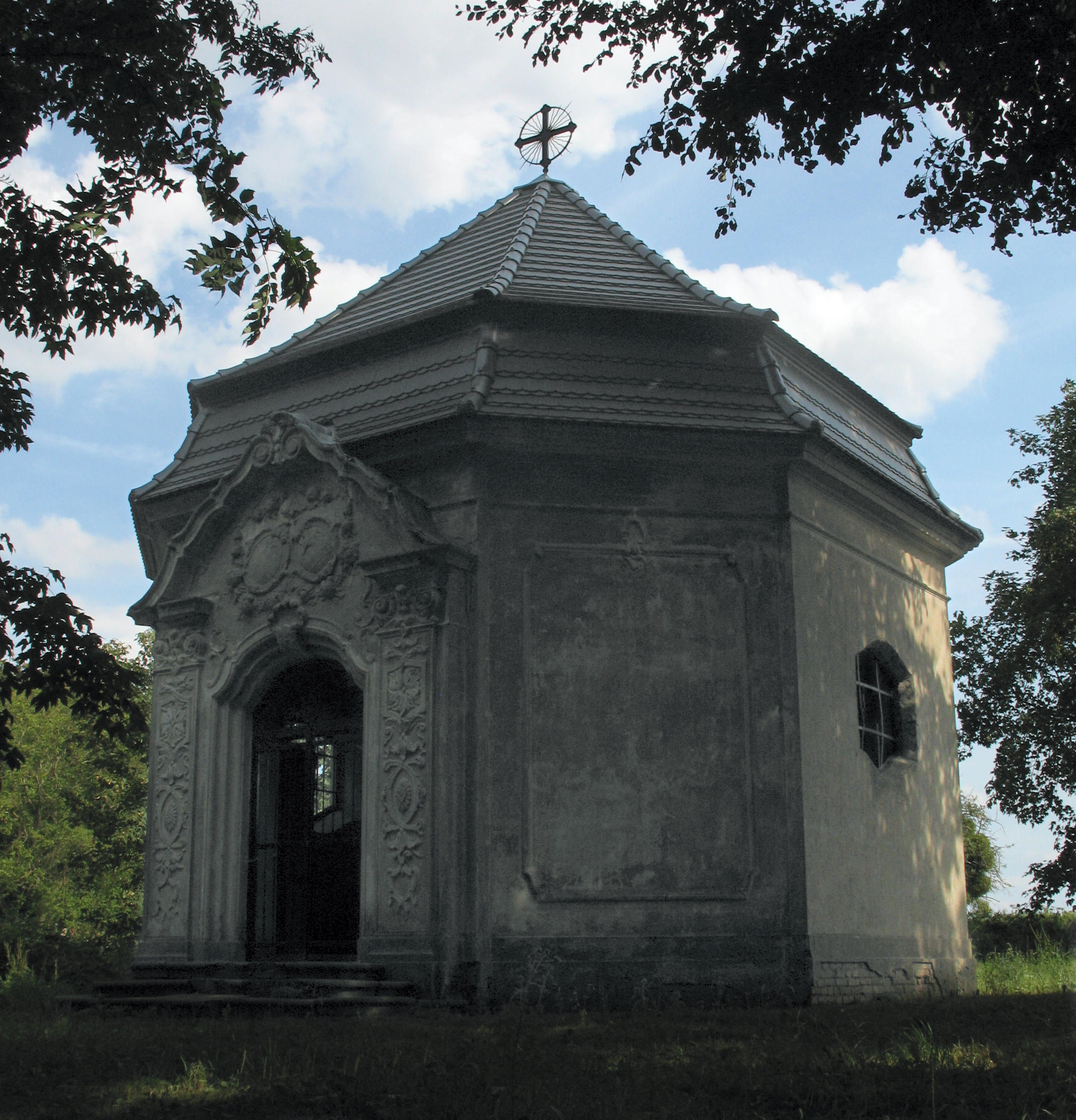
Kapelle im Schlosspark Vollrathsruhe
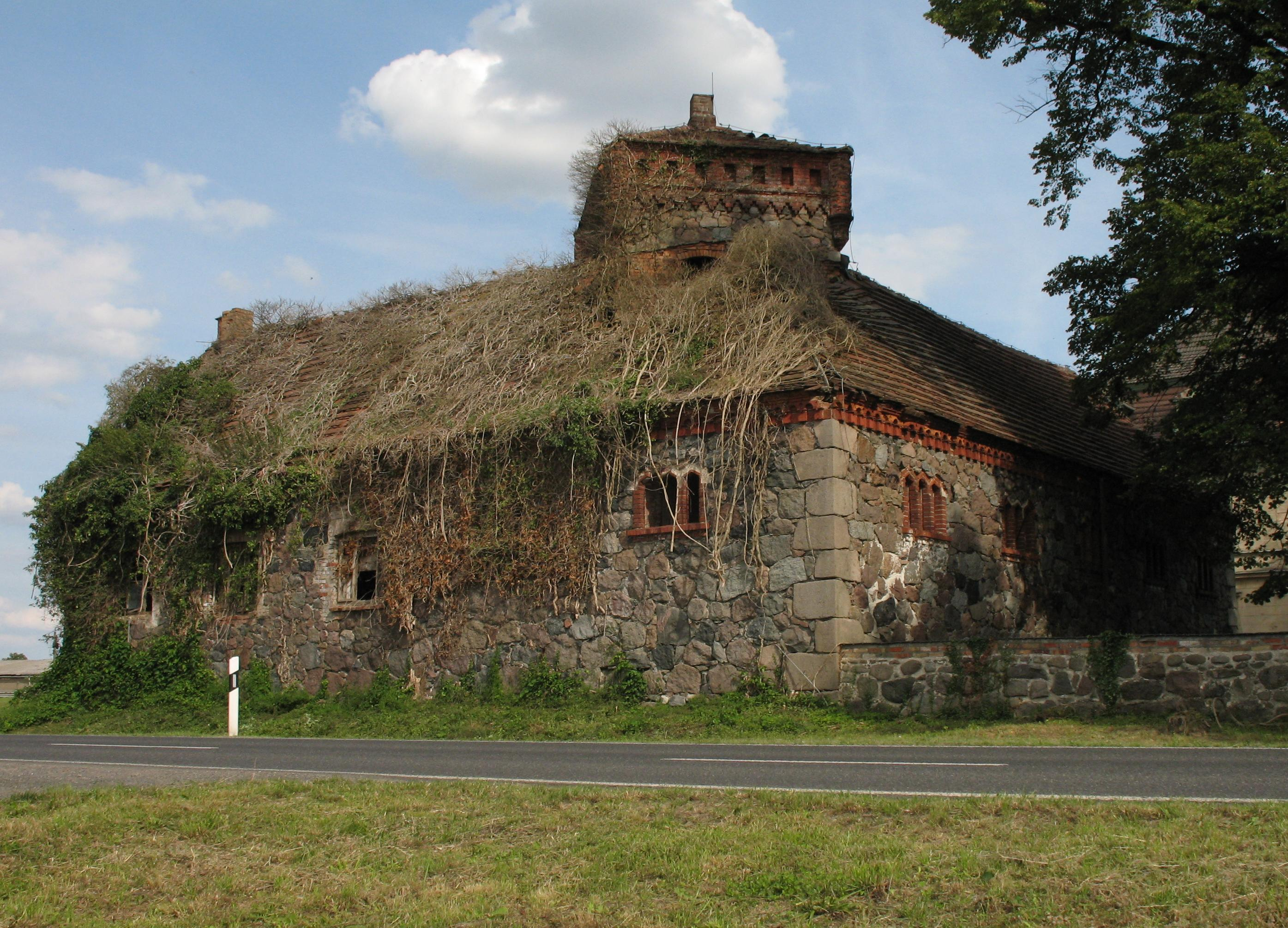
Ruine des Marstalls von Schloss Vollrathsruhe

## Persönlichkeiten
- Dietrich Friedrich von Holstein (1758–1840), mecklenburgischer Oberst und Stadtkommandant von Güstrow
- Karl Freiherr von Maltzahn (1797–1868), preußischer Oberlandstallmeister, Landstallmeister des mecklenburgischen Landgestüts Redefin, Mitbegründer des Galopprennsports und der Vollblutzucht in Deutschland

## Verkehr
Vollrathsruhe liegt an der Landstraße von Malchow nach Teterow bzw. Malchin. Die nahe Bundesstraße 108 führt zur ca. 20 km entfernten Stadt Waren (Müritz). In neun Kilometer Entfernung befindet sich die Anschlussstelle Linstow an der A 19 (Rostock – Berlin).
Die Bahnsteige des Bahnhofs Vollrathsruhe wurden im Rahmen der Ertüchtigung der Strecke Berlin – Rostock, die die Gemeinde durchquert, abgebaut. Die nächsten Bahnhöfe an dieser Strecke liegen in Langhagen (nordwestlich, ca. 6 km) und Waren (Müritz) (südöstlich, ca. 20 km). In Silz ist der Haltepunkt Nossentin, ca. 14 km südwestlich, an der Bahnstrecke Parchim–Neubrandenburg erreichbar und in Teterow, ca. 15 km nordöstlich, die Bahnstrecke Bützow–Szczecin.